# Llanidloes
Llanidloes (wymowaⓘ) – miasto w środkowej Walii, w hrabstwie Powys (historycznie w Montgomeryshire), położone nad źródłowym odcinkiem rzeki Severn, w miejscu, gdzie uchodzi do niej rzeka Clywedog. W 2011 roku liczyło 2929 mieszkańców.
Początki osady sięgają przynajmniej IX wieku. W 1289 roku miasto uzyskało przywilej targowy. W przeszłości było ośrodkiem wydobycia ołowiu i srebra. W XVIII i na początku XIX wieku istotną rolę w lokalnej gospodarce odgrywał także przemysł tkacki (produkcja flaneli).
Do głównych zabytków należą hala targowa z przełomu XVI i XVII wieku, wykonana z muru pruskiego, jedyna zachowana budowla tego typu w Walii, oraz XV-wieczny kościół parafialny.